# Хрещатий парк
Хрещатий парк — парк у Києві. Колишні назви Царський, Купецький, Пролетарський та Піонерський.
Пам'ятка садово-паркового мистецтва місцевого значення.

## Розташування
Розташований поблизу Європейської площі, на схилах Дніпра, вздовж Володимирського узвозу (на той час — частина Олександрівської вулиці). Площа — 11,8 га.

## Історія
Парк було засновано як частину Царського саду згідно повеління імператриці Єлизавети Петрівни від 1743 року. 1752 року, після ліквідації фортеці «Скородум», парк було розплановано.
Первісно був спланований у регулярному стилі, з 1-ї третини ХІХ століття набув сучасного планування у пейзажному стилі.
1882 року у нижній частині Царського парку збудували будинок Купецького зібрання (зараз — Національна філармонія України), після чого вона набула назву сад Купецького зібрання (Купецький сад). У ті часи з 1 травня й до кінця літнього сезону у парку грав струнний оркестр, по понеділках зазвичай відбувались симфонічні концерти. Літній театр з весни і до кінця осені орендувала українська трупа М. Садовського, оркестром якої керував хормейстер Олександр Кошиць.
1872 року у тодішньому Царському парку було споруджено першу водонапірну башту київського водогону (відбудована 2003 року), а 1876 року — другу башту. Нині тут розміщено Водно-інформаційний центр. Після прокладання у 1910-х роках Петрівської алеї (зараз алея Магдебурзького права) сполучається Парковим мостом з Міським парком.
1919 року, як і сусідній нинішній Міський сад, набув назву сад 1 травня або Першотравневий сад. З 1920-х років і до 1934 (за іншими даними — до 1935 року) мав назву Пролетарський сад. Після відкриття у 1934 році будинку Купецького зібрання міського Палацу піонерів отримав назву Сад піонерів імені Постишева, у 1937 році перейменований на Піонерський.

## Сучасний стан
Сучасна назва — з 2 лютого 1993 року.
У нижній частині парку, на розі вулиці Михайла Грушевського і Петрівської алеї до 2009 року знаходився пам'ятник Г. І. Петровському.
У парку розміщується Київський державний академічний театр ляльок.